# 葉英堃
葉英堃（1924年12月31日—2018年12月28日），日文名井田英一，是一位出身臺南的精神科醫師及學者。

## 生平

### 早年生活

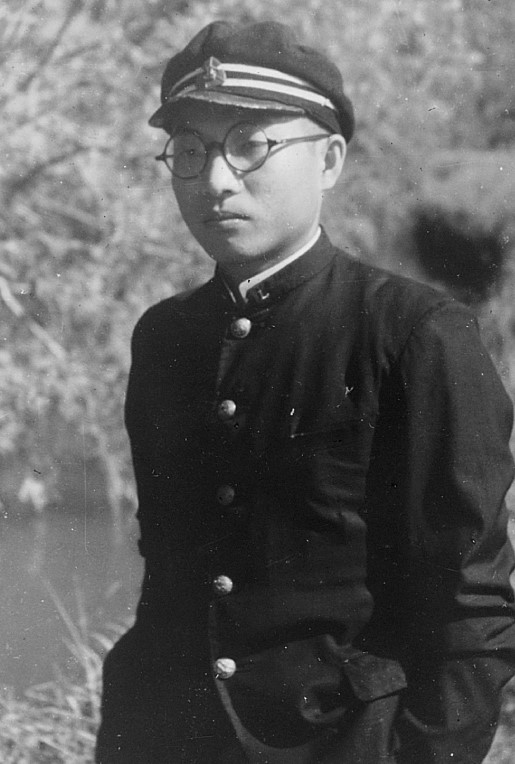
葉英堃著臺北高等學校制服。

1924年底，葉英堃出生於臺南地區一個具有聲望的家族；他在童年時被過繼。
1943年3月，葉英堃進入臺灣總督府臺北高等學校就讀；當時，他以法學、心理學及社會學等社會科學為其專研領域，因而選擇進入文科部門。1945年初，葉英堃在林茂生與顏春和等故鄉長輩勸請下成為首批台籍日本兵之一。不久，葉英堃畢業並收到徵兵召集令。
1945年3月，葉英堃自臺北返鄉準備入伍。在親人送別下，葉英堃在臺南驛與其他新兵集合入伍，並一同搭乘以貨車改造而成的車廂前往嘉義驛，又轉乘臺灣糖業鐵路北港線抵達北港。不久，在充滿蝨子的生活環境中，葉英堃被編入駐守當地的關東軍「命軍團」，隨後又被編入其下「軍旗小隊」。後來，北港溪在夏季發生氾濫，軍旗小隊被派至當地協助處理，葉英堃在過程中染上疥癬及惡性瘧疾，並因而進入譫妄狀態。同年7月初，葉英堃收到二兄發出電報告知母喪，並在獲准奔喪返鄉後得知生母因染上惡性瘧疾病逝且已下葬，又步行前往關廟及烏山等地與家人會面。8月17日左右，葉英堃及其所屬軍旗小隊奉命前往附近聯隊部集合，並與其他部隊官兵一同聆聽玉音放送。9月，葉英堃復員返家，並隨後前往臺北準備申請大學入學。

### 醫學生涯
考入台大醫學院後，四年醫學教育讓葉英堃體認到精神科是一門融合社會科學與醫學知識及技巧的專業領域。大學四年級時，葉英堃參與於臺南安平地區的精神疾病流行病學研究調查，以之作其畢業論文主題並獲林宗義等前輩勉勵。不久，葉英堃岳父劉明又對於葉英堃選擇成為精神科醫師給予高度肯定。

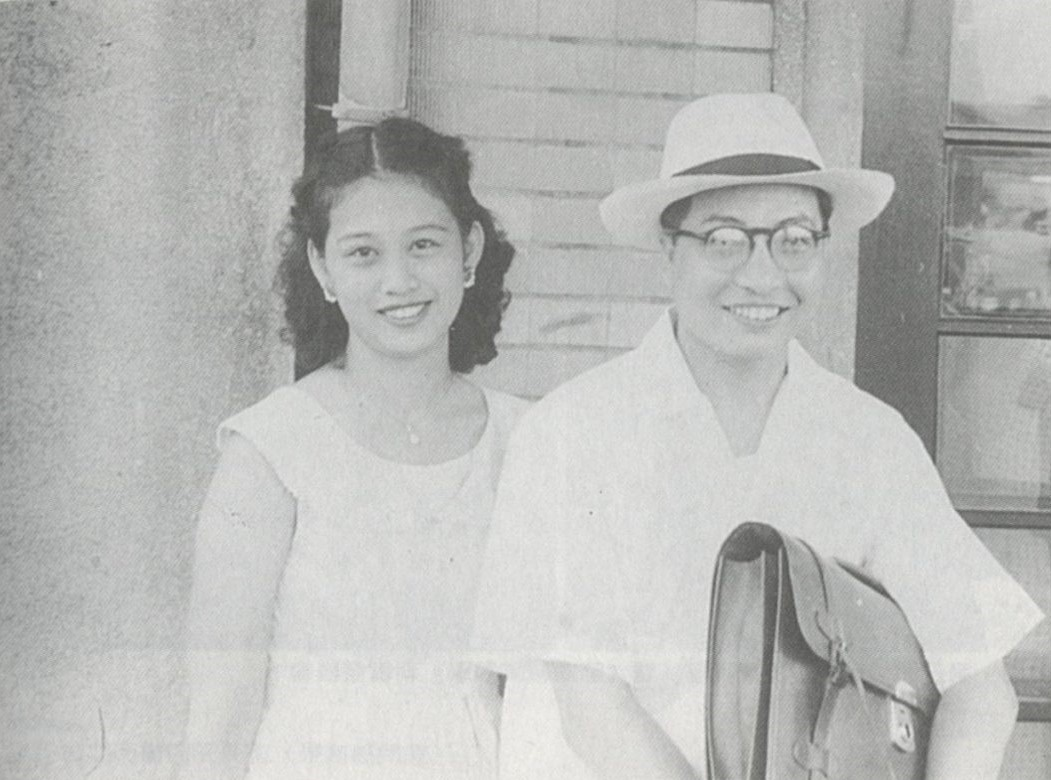
劉心心與葉英堃。

1949年8月1日，葉英堃與新婚妻子劉心心一同前往臺大醫院精神科赴任。此後，葉英堃曾多次前往歐美各地留學考察，並在返鄉後將新式觀念及做法引入當地。
1969年，葉英堃被借調至台北市立療養院擔任創院院長，自此開始負責規劃建設其硬體及軟體設施直至1990年1月15日屆齡退休止。此外，葉英堃更長年致力於醫學教育，在國立臺灣大學及臺北醫學大學等處傳授相關知識。

## 軼事
- 葉英堃習慣以國語、臺灣閩南語、日語、英語等多種語言交替講課。[4]
- 葉英堃喜愛閱讀《文藝春秋》雜誌。[4]